# Norman Bailey (Sänger)
Norman Stanley Bailey (* 23. März 1933 in Birmingham; † 15. September 2021 in den USA) war ein britischer–US-amerikanischer Opernsänger mit der Stimmlage Bassbariton.

## Leben
Baileys Familie wanderte nach Südafrika und Südrhodesien aus, wo er an der Rhodes-Universität studierte. Er wollte ursprünglich Theologe werden, durch seine Mitwirkung im Kirchenchor entdeckte man aber das Potential seiner Stimme. Seine Gesangsausbildung begann er in Grahamstown setzte sie dann in Wien an der Musikakademie bei Adolf Vogel und Julius Patzak, sowie in Deutschland fort. Sein Debüt feierte er 1959 an der Wiener Kammeroper in der Rolle des Tobias Mill in Rossinis La cambiale di matrimonio. 1960 bis 1963 war er am Landestheater Linz unter Vertrag, wo er vor allem im italienischen Fach wirkte. Nach einem Jahr in Wuppertal hatte Bailey an der Deutschen Oper am Rhein ein Engagement bis 1967. In diesem Jahr trat er erstmals an der Mailänder Scala auf, 1968 sang er dort den Hans Sachs (Die Meistersinger von Nürnberg).
An der English National Opera in London trat Bailey ab 1967 in Hauptrollen wie dem Figaro oder dem Wotan (Ring-Zyklus), später auch an der Covent Garden Oper auf. Bei den Bayreuther Festspielen 1969 und 1970 sang er wieder den Hans Sachs und den Amfortas (Parsifal). Es folgen bis Ende der 1990er-Jahre Auftritte unter anderem in New York, München, Hamburg, Wien, Glasgow und bei den Bregenzer Festspielen.
Auch als Konzert- und Liedsänger hatte Bailey Erfolg. 
Baily lebte in Bedford und war in zweiter Ehe mit Kristine Ciesinski (1952–2018) verheiratet. 1977 erfolgte die Ernennung zum Commander of the British Empire. Er nahm die US-amerikanische Staatsbürgerschaft an und lebte zuletzt in Idaho, wo er mit 88 Jahren starb.